# Paolo Vinaccia
Paolo Vinaccia (Italië, 27 maart 1954 - Noorwegen, 5 juli 2019) was een Italiaanse jazz-drummer, percussionist en componist. 
Sinds 1979 woonde hij in Noorwegen.
Vinaccia heeft samengewerkt met Terje Rypdal, Bendik Hofseth, Jan Eggum, Knut Reiersrud (in Four Roosters), Gisle Torvik, Ole Amund Gjersvik en Jonas Fjeld. Hij heeft getoerd en opgenomen met Palle Mikkelborg, Mike Mainieri, Jon Christensen en David Darling. In 2008 trad hij met Arild Andersen op tijdens het London Jazz Festival.
Vinaccia heeft meegewerkt aan meer dan honderd albums, Samen met Terje Rypdal componeerde hij in opdracht werk voor het jazz- en bluesfestival Canal Street in Arendal (2006).
Hij kreeg in 2009 alvleesklierkanker en overleed eraan in 2019 op 65-jarige leeftijd.

## Discografie
Als leider
- Mbara Boom (1997), Arild Andersen, Tore Brunborg & Il Coro Di Neoneli (Sardinia)
- Very Much Alive (Jazzland, 2010), met Terje Rypdal, Ståle Storløkken en Palle Mikkelborg (6xCD, Album)
- Elastics (Losen, 2011), met de broers Ole en Per Mathisen[6]

Als 'sideman'
- Sami Ædnan (1981)
- Brede (1981)
- Jul med ... (1982)
- Larsen LP (1982)
- Hjæmlandet (1982)
- På bare bein (1983)
- Rooster Blues (1983)
- Bobbysocks (1985)
- Lav sol! Høy himmel (1989)
- Svært nok for meg (1990)
- Grenseland (1990)
- Alone Too Long (1990)
- Underveis (1991)
- Varme mennesker (1991)
- IX (1991)
- Og høsten kommer tidsnok (1991)
- Rosa frå Betlehem (1992)
- Bedre enn stillhet (1992)
- Texas-Jensen (1993)
- Arv (1993)
- Nesten ikke tilstede (1993)
- Løsrivelse (1993)
- Link (1993)
- Lystyv (1993)
- Med blanke ark – Sanger av Alf Prøysen (1994)
- Gåte ved gåte (1994)
- The Water Is Wide (1994)
- Remembering North (1994)
- Horisonter (1994)
- All Included (1994)
- Kafe Kaos (1995)
- Kristin Lavransdatter (1995)
- Wild Seed (1995)
- Perlebandet (1995)
- Sent og tidlig (1995)
- Skywards (ECM, 1995)
- Atterklang (1996)
- Bridge (1997)
- Norwegian Blue (1998)
- Pearl Collection (1999)
- Sweet Showers of Rain (2001)
- Uhu (2001)
- Moving (2001)
- Home (2001)
- Joko (2002)
- Antons villfaring (2002)
- Syng ut all din glede (2002)
- Strie Strenger (2003)
- Film Ing (2004)
- Lullabies from the Axis of Evil (2004)
- Nomad (2005)
- Caravan (2005)
- Electra (2005)
- 30/30 (2005)
- Beauty Came to Us in Stone (2006)
- Vossabrygg (ECM, 2006)
- Glasstanker (2008)
- Northern Light (2007)
- Receita Para a Vida (2006)

Met Arild Andersen
- Live at Belleville (ECM, 2008)
- Mira (ECM, 2012 [2014])